# Мавзолей Алмата Тобабергенулы
Мавзолей Алмата Тобабергенулы — памятник архитектуры конца 19 века, расположенный в 22 км к юго-востоку от поселка Иргыз Актюбинской области. Построен в 1886—1888 годах народным умельцем по имени Жыга как семейный мемориал Алмата Тобабергенулы и его сыновей (Торемурата, Макмурата, Космурата, Пирмахана). Состоит из 7 помещений общей площадью 154 м2, которые расположены в северо-западной, северо-восточной и юго-восточной частях мавзолея и имеют круглую форму. Входная дверь в правом углу северо-восточной стены ведет в центральный круглый зал, из которого идут проходы к 5 камерам с надгробиями для усопших. Мавзолей построен из сырцового кирпича без фундамента, с двух сторон обложен обожженым кирпичом. Юго-западная стена разделена на 3 части, украшена фигурной кладкой. Мавзолей был построен при жизни Алмата Тобабергенулы.